# Неделя моды в Милане
Неделя моды в Милане  — третий по дате проведения модный показ из «Большой четвёрки» (Нью-Йорк, Лондон, Париж). Миланская неделя моды, как и сама Италия, славится богатством и роскошью. Мероприятие проходит под руководством Национальной палаты моды Италии: женские коллекции представляются в феврале и сентябре, а мужские — в январе и июне.
В показах Миланской недели моды принимают участие около 85 % итальянских брендов от общего числа участников. Доходы от модной индустрии вносят 27 % в ВВП города.
Неделя моды является удачным стартом для начала карьеры молодых дизайнеров (N-U-D-E New Upcoming Designers, Next generation).

## История
Неделя моды в Милане проводится с 1979 года. До этого довольно долгое время центром итальянской моды считалась Флоренция. Самые значимые показы pret-a-porter (итал. alta moda pronta) проходили там же (в палаццо Питти). Ситуация изменилась лишь в конце 1970-х, когда Милан представил новую концепцию проведения мероприятия: было организовано многодневное шоу со специальными помещениями для показов. Организацию Недели моды в Милане проводит созданная ещё 11 июня 1958 года Национальная палата моды Италии (итал. Camera Nazionale della Moda Italiana), президентом которой является Марио Бозелли.
Ещё в 2009 году правительство Милана объявило программу Milano loves fashion, чтобы сделать моду более доступной каждому жителю города. Результатом программы стала большая открытость модных показов. На гигантских экранах, установленных по всему городу, можно было вживую увидеть самые главные показы, на улицах Милана устраивали импровизированные показы. Некоторые из них проходили даже в метро (Alessandra Marchi) и на открытом подиуме в самом центре города (Camomilla). Большинство показов Миланской недели моды транслировались в сети Интернет.

## Коллекции
Милан не зря спорит за право самой модной столицы моды — здесь располагаются штаб-квартиры самых культовых марок. На неделе моды в Милане традиционно свои коллекции представляют ведущие Дома моды:
- Dolce&Gabbana
- Roberto Cavalli
- Giorgio Armani
- Fendi
- Etro
- Gianfranco Ferre
- Versace
- Prada
- Moschino
- Gucci
- Alberta Ferretti
- Jil Sander
- Blumarine
- Missoni

Российские модельеры Юлия Далакян, Макс Черницов и Кира Пластинина также принимали участие в Миланской недели моды.

## Женские коллекции
Основными тенденциями женской недели Моды в Милане бывали мини 1960-х годов, яркие однотонные цвета (Prada, Blumarine), а не только чёрный. Популярно кружево: плотные узоры на платьях представляли Dolce&Gabbana, из мелкой сетки — Givenchy и Miu Miu, полупрозрачные вещи — Valentino. Миучча Прада (Miuccia Prada) делала акцент на аристократичные шелка и плиссировку. В сезоне весна-лето 2012 вновь в моде были мини-шорты, глубокие вырезы и укороченные рукава.

## Мужские коллекции
Missoni предлагали пиджак на одной пуговице и узкие брюки из мягкого трикотажа модного бирюзового или оранжевого цвета на сером и бежевом фоне. Etro представлял довольно сдержанную по цвету коллекцию, несмотря на присутствие традиционного орнамента пейсли. Cavalli радовал замшевыми брюками, рубашками, расстёгнутыми на три пуговицы, мокасинами с кисточками. На показах Gucci на моделях были меланжевые джемперы, заправленные в брюки-дудочки, пиджаки на двух пуговицах и разнообразные тренчи.